# Внутреннее море

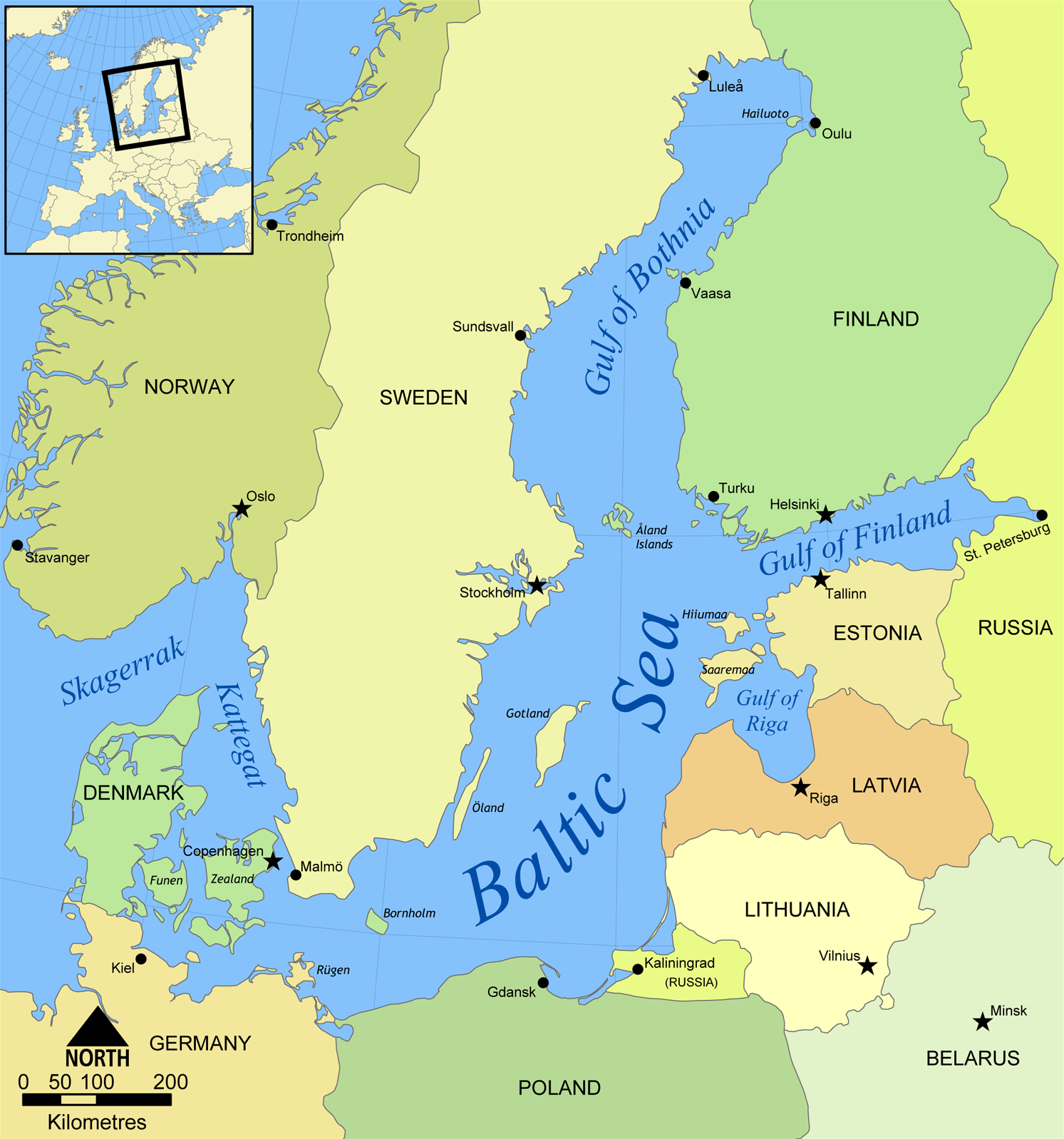
Балтийское море — пример внутреннего моря.

Вну́треннeе мо́ре, или средизе́мное мо́ре, — понятие в океанологии, означающее море, глубоко вдающееся в сушу и сообщающееся с океаном или прилегающими морями по сравнительно узким проливам. Внутренние моря противопоставляются окраинным и межостровным.
К внутренним морям относят: Азовское, Балтийское, Карибское, Каспийское, Красное, Средиземное, Чёрное и другие.
Внутренние моря наиболее изолированы от Мирового океана, а потому впадающие в них реки значительно влияют на гидрологический режим. Если внутреннее море получает из речных стоков и осадков больше пресной воды, чем теряет от испарения, то солёность в нём меньше, чем в Мировом океане. Такие моря называют бассейнами разбавления, они обычно находятся в регионах с влажным климатом. Примеры бассейнов разбавления — Балтийское море и Северный Ледовитый океан (иногда считается морем).
Напротив, если внутреннее море теряет больше пресной воды, чем получает, то солёность выше, чем в Мировом океане. Такие моря называются бассейнами концентрации. Примеры бассейнов концентрации — Средиземное море, Персидский залив и Красное море.
Внутренние моря близки к эстуариям, но обычно намного глубже и шире. Некоторые учёные считают Балтийское море и Персидский залив эстуариями, а не внутренними морями.
Внутренние моря также делятся на внутриматериковые и межматериковые.
Не следует путать внутренние моря в океанологическом смысле с внутренними морями в смысле морского права, то есть морями, находящимися под полным суверенитетом какого-либо государства. Например, Балтийское море (см. картинку справа) является внутренним с точки зрения океанологии, но содержит внутренние воды девяти стран.